# Sulejman Šarac
Háfiz Sulejman-efendija Šarac (1850 Stolac, Osmanská říše – 27. července 1927 Sarajevo, Království Srbů, Chorvatů a Slovinců) byl bosenskohercegovský islámský duchovní bosňáckého původu. V letech 1910–1912 byl reisu-l-ulemou Islámského společenství v Bosně a Heregovině.

## Životopis
Základní vzdělání a titul háfize získal v rodném Stolci, medresu absolvoval v Mostaru. Za dalším vzděláváním odešel do Istanbulu. Roku 1878 se vrátil do vlasti, o rok později získal místo mudarrise, učitele v bihaćské medrese. Roku 1885 byl jmenován bihaćským muftím. O dva roky později se stal učitelem, mudarrisem, a nato i ředitelem Šarí‘atské soudní školy v Sarajevu (profesor 19. prosince 1887–11. prosince 1893, ředitel 11. prosince 1893–29. listopadu 1901). Roku 1901 byl pro své kritické názory k rakousko-uherské okupaci Bosny a Hercegoviny odsunut na Vrchní šarí‘atský soud v Sarajevu. Penzionován byl roku 1908.
Po schválení statutu samosprávy Islámského společenství (Štatut za autonomnu upravu islamskih vjerskih i vakufsko-mearifskih poslova u Bosni i Hercegovini, 1909) byl roku 1910 zvolen reisu-l-ulemou. Narůstající spory s vůdčí politickou silou bosenskohercegovských muslimů, Muslimskou národní organizací, jej přinutily 3. října 1912 vzdát se úřadu nejvyššího duchovního. Poté se stáhl z veřejného prostoru.
Šarac zemřel v sarajevské státní nemocnici 27. července 1927. Pohřben byl ještě téhož dne v Sarajevu.